# 作田高太郎

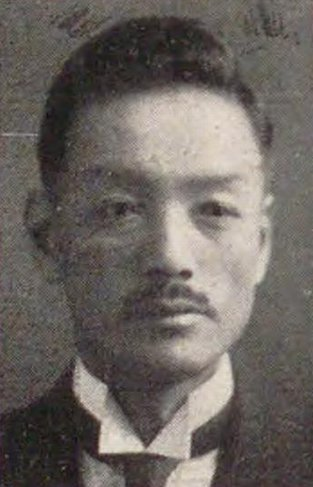
作田高太郎

作田 高太郎（さくた たかたろう、1887年（明治20年）5月15日 – 1970年（昭和45年）3月15日）は、日本の衆議院議員（立憲民政党）。文部政務次官、文部参与官。弁護士。

## 経歴
広島県沼隈郡藤江村（現在の福山市）出身。1915年（大正4年）、中央大学を卒業。1917年（大正6年）、弁護士試験に合格し、開業した。
1928年（昭和3年）、第16回衆議院議員総選挙に出馬し、当選。第21回に至るまで6回連続当選を果たした。その間、廣田内閣で文部参与官を、阿部内閣で文部政務次官を務めた。
戦後、日本進歩党に加入するが、大政翼賛会の推薦議員のため公職追放となった。
その他、常磐採炭株式会社取締役、日英醸造株式会社取締役、大日本醸造株式会社監査役、千代田毛織株式会社監査役、関東航空計器株式会社社長、和田製本工業株式会社社長などを務めた。

## 著書
- 『中産階級憂国慨世録』（中産階級団、1921年）
- 『天皇と木戸』（平凡社、1948年）
- 『日本権力史論』（平凡社、1958年）
- 『続 日本権力史論』（平凡社、1964年）